# Anna Olasz
Anna Greta Olasz (Szeged, 19 de septiembre de 1993) es una deportista húngara que compite en natación, en la modalidad de aguas abiertas.
Ganó tres medallas de plata en el Campeonato Mundial de Natación entre los años 2015 y 2023, y cuatro medallas en el Campeonato Europeo de Natación entre los años 2014 y 2022.
Participó en dos Juegos Olímpicos de Verano, en los años 2016 y 2020, ocupando el cuarto lugar en Tokio 2020, en la prueba de 10 km.

## Palmarés internacional
| Campeonato Mundial | Campeonato Mundial | Campeonato Mundial | Campeonato Mundial |
| Año                | Lugar              | Medalla            | Prueba             |
| ------------------ | ------------------ | ------------------ | ------------------ |
| 2015               | Kazán (Rusia)      | Medalla de plata   | 25 km              |
| 2022               | Budapest (Hungría) | Medalla de plata   | Equipo mixto       |
| 2023               | Fukuoka (Japón)    | Medalla de plata   | Equipo mixto       |
| Campeonato Europeo |                    |                    |                    |
| Año                | Lugar              | Medalla            | Prueba             |
| 2014               | Berlín (Alemania)  | Medalla de plata   | 25 km              |
| 2021               | Budapest (Hungría) | Medalla de plata   | 10 km              |
| 2021               | Budapest (Hungría) | Medalla de bronce  | Equipo mixto       |
| 2022               | Roma (Italia)      | Medalla de plata   | Equipo mixto       |